# Popasna
Popasna (in ucraino: Попасна) è una città  dell'Ucraina (20 600 abitanti) situata nel distretto di Sjevjerodonec'k, nell'oblast' di Luhans'k. Ospita l'amministrazione della comunità territoriale di Popasna, una delle comunità territoriali dell'Ucraina.
Fino al 18 luglio 2020 Popasna era il centro amministrativo del distretto di Popasna, abolito come parte della riforma amministrativa dell'Ucraina, che ha ridotto a otto il numero dei distretti dell'oblast' di Luhans'k. L'area del distretto di Popasna è stata trasferita al distretto di Sjevjerodonec'k.
Dal maggio 2022 la città è sotto il controllo delle truppe russe.